# 托雷东希梅诺
托雷东希梅诺，是西班牙安达卢西亚自治区哈恩省的一个市镇。总面积158平方公里，总人口13649人（2001年），人口密度86人/平方公里。